# Гааславаська сільська рада
Га́аславаська сільська рада (ест. Haaslava külanõukogu, рос. Хааславаский сельский совет) — сільська рада в Естонській РСР та Естонській Республіці, адміністративно-територіальна одиниця в складі повіту Тартумаа (1945—1950, 1990—1991) та Тартуського району (1950—1990).

## Географічні дані
Сільська рада розташовувалася в південній частині Тартуського району.
У 1969 році площа сільради складала 122 км2, у 1977 році — 158 км2.
Населення за роками

## Населені пункти
Адміністративний центр — село Курепалу (Kurepalu küla), що розташовувалося на відстані 11 км на південний схід від міста Тарту.
Станом на 1989 рік до складу Гааславаської сільради входили селище Ройу (Roiu alevik) та 14 сіл (küla):
Аадамі (Aadami), Аардла (Aardla), Гааслава (Haaslava), Іґевере (Igevere), Іґназе (Ignase), Кітсекюла (Kitseküla), Коке (Koke), Кріймані (Kriimani), Курепалу (Kurepalu), Ланґе (Lange), Метсанурґа (Metsanurga), Мира (Mõra), Тиирасте (Tõõraste), Унікюла (Uniküla).

## Землекористування
1954 року в межах території сільради землями користувалися колгоспи: «Уус Елу» («Нове життя», «Uus Elu»), «Югісйиуд» («Колективна сила», «Ühisjõud»), «Тее Коммунісміле» («Шлях до Комунізму», «Tee Kommunismile»), імені Мічуріна, а також радгоспи: «Віллемі» (Villemi) та «Куусте» (Kuuste).
1969 року на території сільради розташовувалися колгоспи імені Мічуріна (головна садиба містилася в селі Курепалу) та «Шлях до Комунізму» (село Аардла) і радгоспи  «Віллемі» (селище Ройу) та «Куусте» (село Іґназе).

## Історія

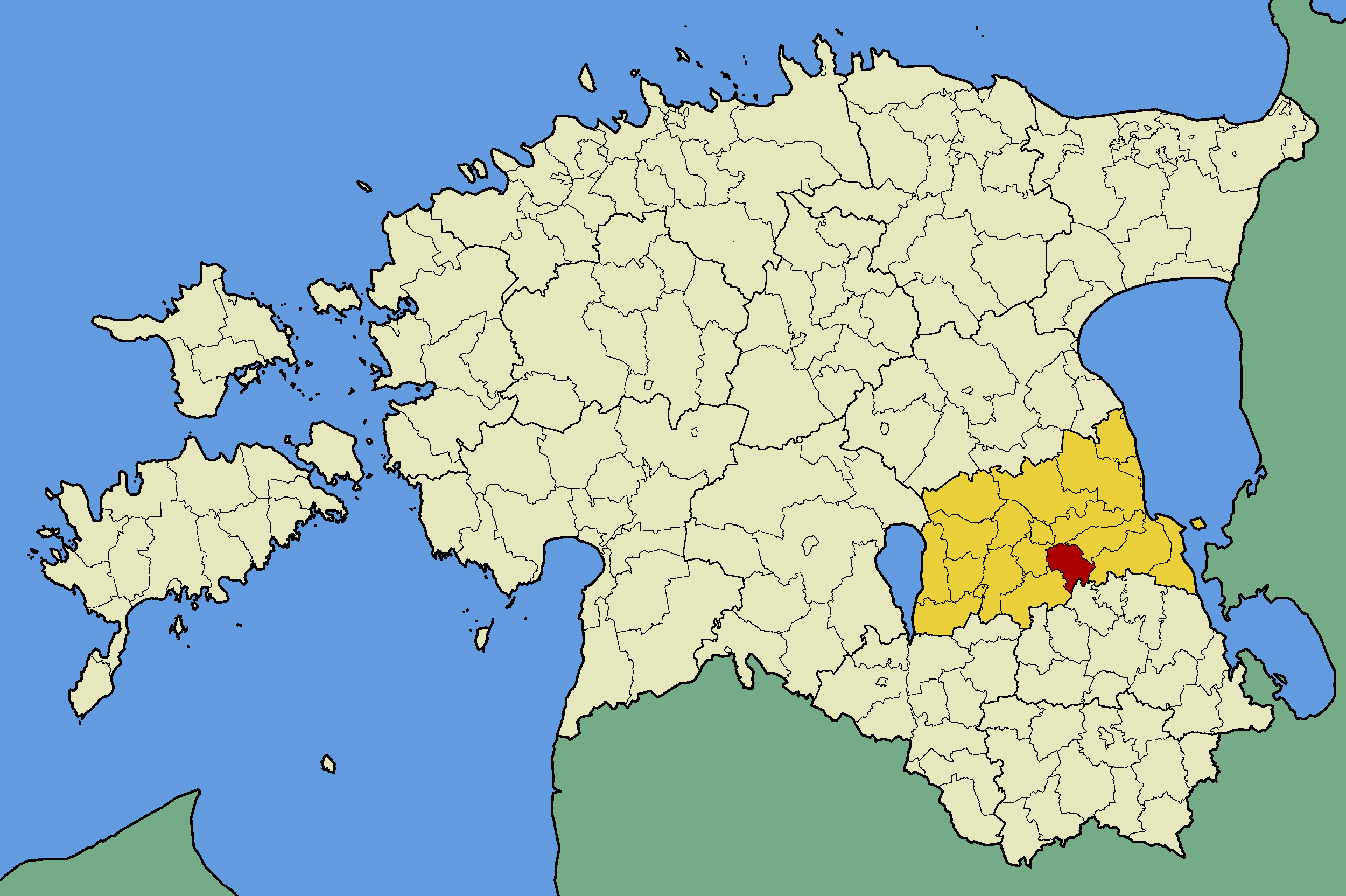
Волость Гааслава після 1991 року

13 вересня 1945 року на території волості Куусте в Тартуському повіті утворена Гааславаська сільська рада з центром у селі Гааслава. Головою сільської ради обраний Йоган Ансіп (Johan Ansip), секретарем — Юхан Ундрітс (Juhan Undrits).
26 вересня 1950 року, після скасування в Естонській РСР повітового та волосного поділу, сільська рада ввійшла до складу новоутвореного Тартуського сільського району.
17 червня 1954 року в процесі укрупнення сільських рад Естонської РСР територія сільради на сході та південному заході збільшилася внаслідок приєднання земель ліквідованих Пякстеської та Куустеської сільських рад. Адміністративний центр розташовувався в селі Курепалу.
3 вересня 1960 року до складу сільради передана територія радгоспу «Куусте», що належала Васте-Куустеській сільській раді Пилваського району.
25 квітня 1964 року відбулася зміна кордонів між сільрадами району — Гааславаська сільрада передала Камб'яській сільській раді частину території, на якій розташовувалося землекористування колгоспу «Вамбола» («Vambola»). 27 грудня 1976 року Камб'яська сільська рада повернула Гааславаській 3628 га землі з селами: Куусте, Кирккюла, Кюті-Сіпе, Лаллі, Майдла, Ребазе, Сірваку, Талвікезе і частиною території села Тапу, де мешкали 742 особи. Чергові значні територіальні та демографічні зміни в Гааславаській сільраді відбулися 8 грудня 1981 року, коли  знову були передані Камб'яській сільській раді 3389 га разом з селами: Вана-Куусте, Кирккюла, Лаллі, Ребазе, Сіпе, Сірваку, Талвікезе, в яких мешкали 655 осіб.
11 липня 1991 року Гааславаська сільрада Тартуського повіту перетворена у волость Гааслава з отриманням статусу самоврядування.